# Secundino Borabota
Secundino Borabota Epacua (* 21. Februar 1961) ist ein ehemaliger äquatorialguineischer Leichtathlet.

## Karriere
Borabota nahm bei den Olympischen Sommerspielen 1984 im 400-Meter-Lauf der Männer teil, zog jedoch nicht ins Finale ein, da er disqualifiziert wurde. In diesem Jahr war er außerdem Flaggenträger seiner Nation bei der Eröffnungszeremonie.
Bei den Olympischen Sommerspielen 1988 nahm er am 100-Meter-Lauf der Männer teil und belegte den achten Platz in seinem Vorlauf. Somit zog er wieder nicht ins Finale ein.